# 法尔肯施泰因 (下奥地利州)
法尔肯施泰因是奥地利下奥地利州米斯特尔巴赫县的一个市镇。总面积19.17平方公里，总人口470人，人口密度24.5人/平方公里（2005年）。